# When Can I See You Again?
 (mai 2025).
Singles de Owl City
Shooting Star
(2012)
When Can I See You Again ? est une chanson de Owl City sortie fin 2012.
La chanson fut enregistrée pour le film Les Mondes de Ralph.